# Pastriz
Pastriz település Spanyolországban,  Zaragoza tartományban. Pastriz Alfajarín, El Burgo de Ebro, Zaragoza és La Puebla de Alfindén községekkel határos. Lakosainak száma 1305 fő (2024).

## Népesség
A település népessége az utóbbi években az alábbiak szerint változott:
| Lakosok száma | 1072 | 1216 | 1370 | 1392 | 1364 | 1310 | 1314 | 1297 | 1300 | 1305 |
|               | 2001 | 2004 | 2007 | 2009 | 2012 | 2014 | 2017 | 2019 | 2022 | 2024 |